# Divine Deablo
Divine Ahmad Deablo (Winston-Salem, Carolina del Norte, 17 de agosto de 1998) más conocido como Divine Deablo, es un jugador profesional estadounidense de fútbol americano que se desempeña en la posición de linebacker en Las Vegas Raiders, equipo de la National Football League (NFL).

## Carrera
Fue seleccionado en la tercera ronda en la Reunión Anual de Selección de Jugadores de la NFL de 2021. Hizo su debut profesional con el equipo Las Vegas Raiders, donde lleva jugando tres temporadas.